# Szpagat (gimnastyka)
Szpagat – figura gimnastyczna, w której nogi są rozciągnięte, tworząc linię prostą wzdłuż podłogi.

## Rodzaje szpagatu
- szpagat francuski (damski) – jedna noga jest wystawiona w przód, a druga w tył
- szpagat turecki (męski) – rozkrok aż do ziemi
- skok jeté (czyt. żete) (roznóżka, poziomka) – szpagat w powietrzu
- ponadszpagat – nogi rozwarte pod większym kątem niż 180 stopni
- szpagat w staniu
- igła szpagatowa – szpagat w staniu, w którym przednia noga i obie ręce spoczywają na ziemi, tułów pochylony jest do przodu, a tylna noga uniesiona jest w powietrze

## Galeria

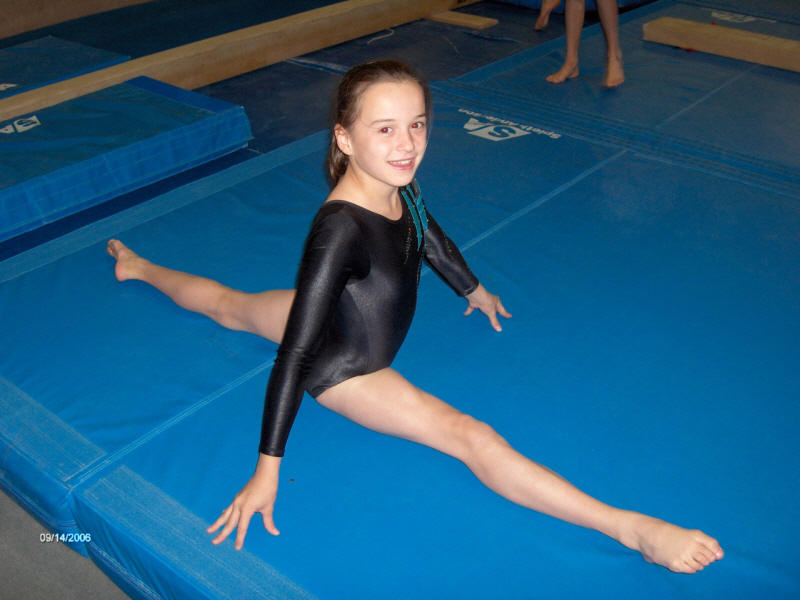
szpagat francuski
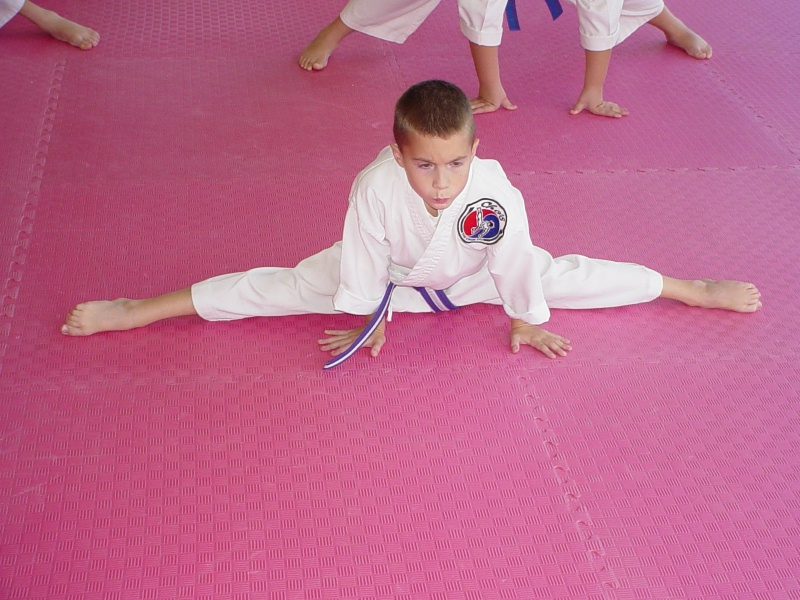
szpagat turecki
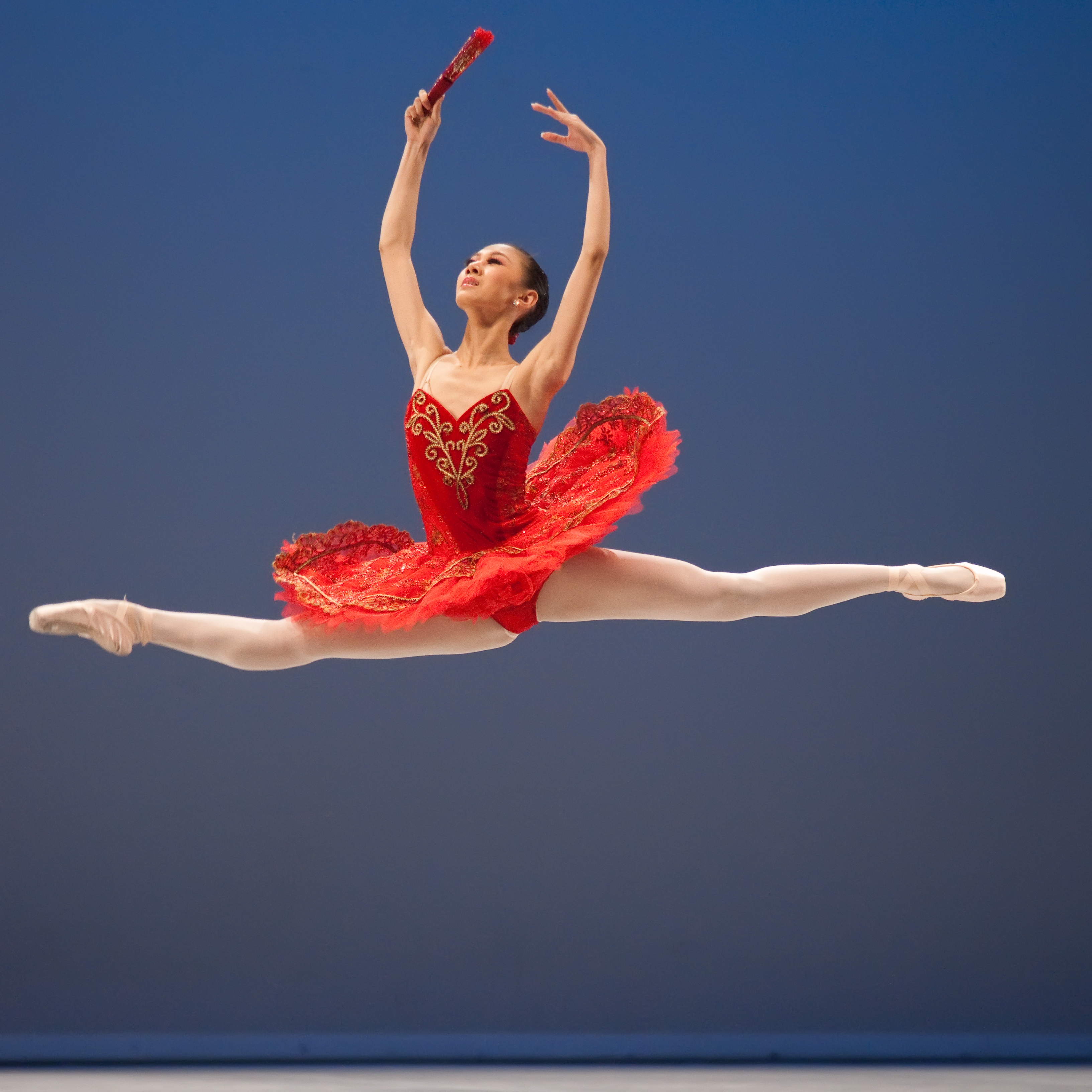
skok jeté
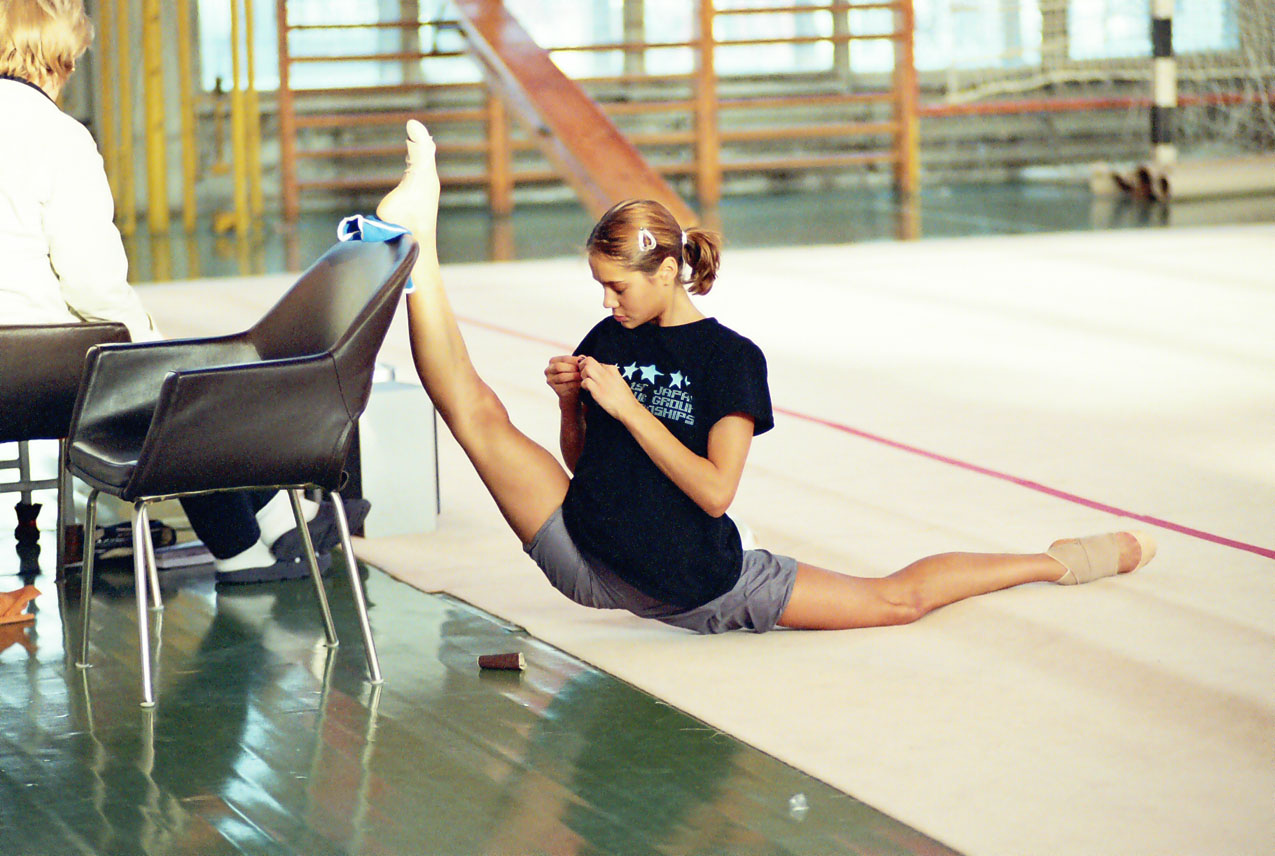
ponadszpagat
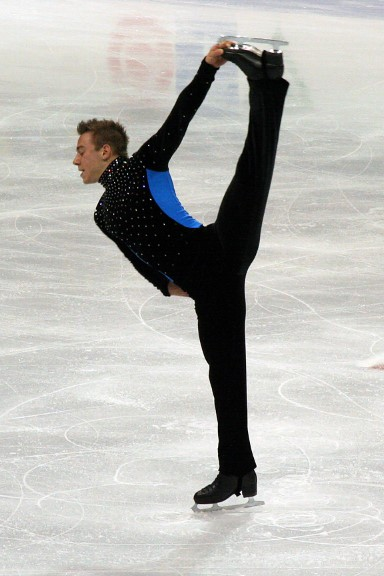
szpagat w staniu
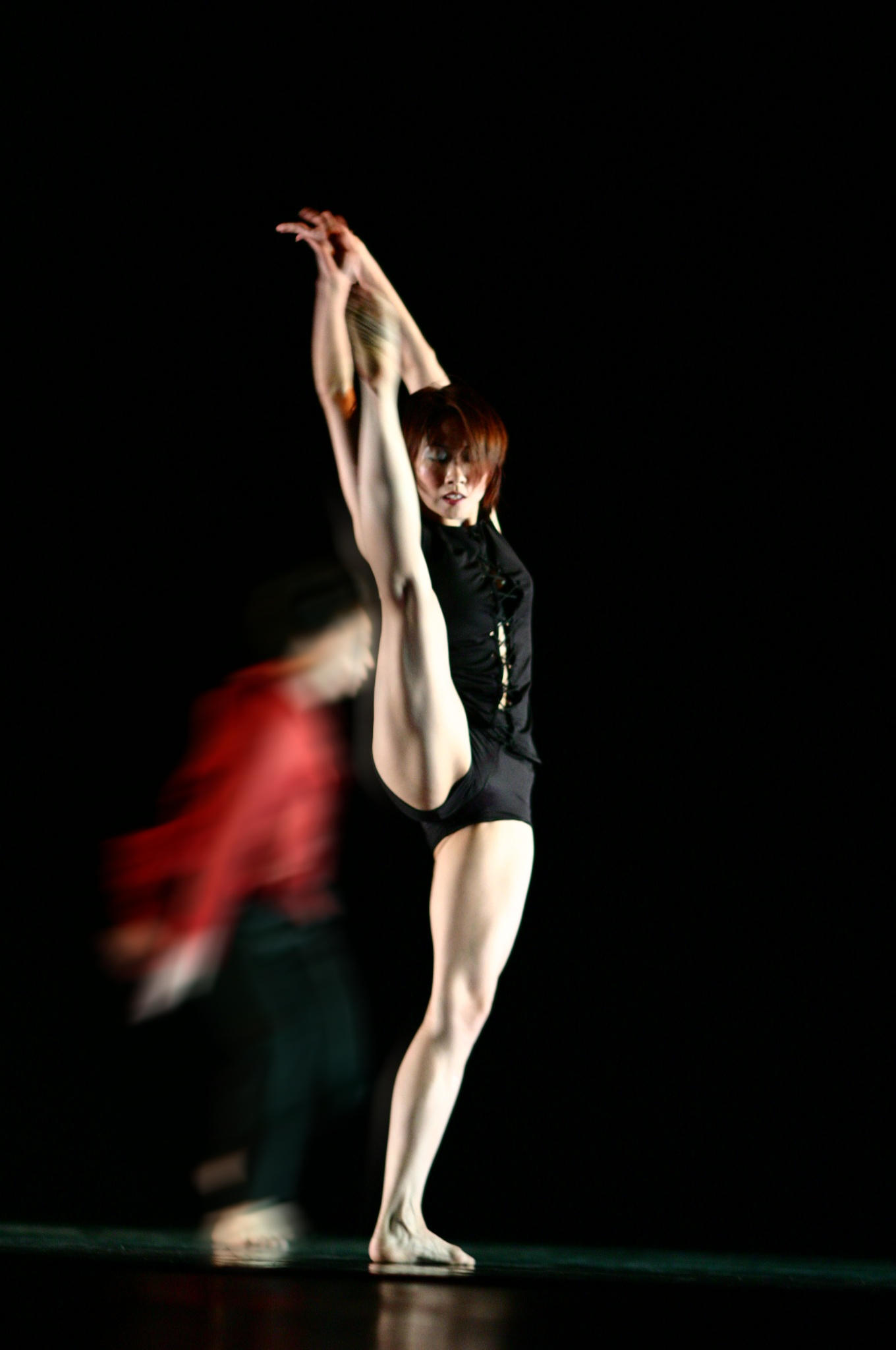
szpagat w staniu
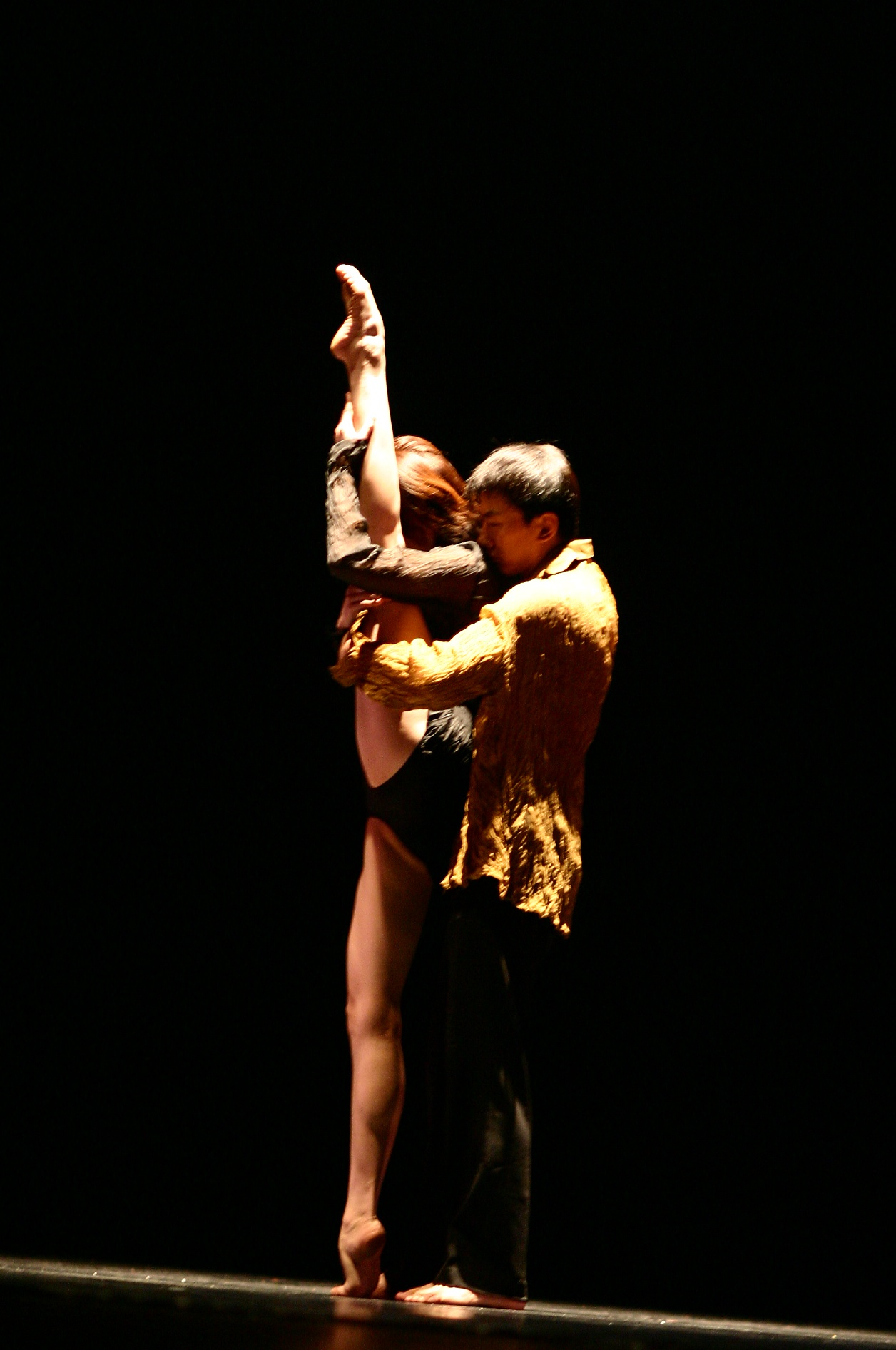
szpagat w staniu